# Plataria
Plataria (řecky Πλαταριά) je část města Igumenica v oblasti Epirus v Řecku. Je sídlem místního společenství obecní jednotky Syvota, (dříve obec Syvota) města Igumenica. Nachází se jižně od Igumenice v zálivu Plataria, ve kterém je malý přístav. Je zde několik pláží. Přes Platarii vede evropská silnice E55. Při sčítání lidu v roce 2011 zde žilo 961 trvale žijících obyvatel.